# Sonic Runners
Sonic Runners (jap.: ソニック・ランナーズ, Hepburn: Sonikku Rannāzu) ist ein Free-to-play-Jump-’n’-Run-Computerspiel der Sonic-Spielreihe auf Mobilgeräten mit optionalen In-App-Käufen, das von Sonic Team entwickelt und von Sega am 25. Februar 2015 in Japan und Kanada sowie am 25. Juni 2015 in den USA und Europa für iOS und Android veröffentlicht wurde.
In Sonic Runners läuft die Spielfigur in einer zweidimensionalen Welt automatisch von links nach rechts und der Spieler muss Gefahren, Hindernissen oder Abgründen ausweichen oder über sie hinwegspringen und Gegenstände wie Ringe einsammeln. Das Gameplay ähnelt dem später erschienenen Mobilegame Super Mario Run (2016).
Etwa ein Jahr nach Veröffentlichung des Spiels wurde Sonic Runners am 27. Mai 2016 eingestellt und war seitdem aufgrund der erforderlichen Online-Verbindung nicht mehr spielbar. Sega brachte ein weiteres Jahr später einen Nachfolger namens Sonic Runners Adventure (2017) heraus. Fans stellten eigene Server auf die Beine, um das originale Sonic Runners unter dem Namen Sonic Runners Revival (2019) wieder spielbar zu machen.

## Handlung
Sonic the Hedgehog, Tails und Knuckles stoßen zufällig auf Tiere und auch Wisps in Not, wodurch sie erfahren, dass Dr. Eggman wieder einmal Böses ausheckt. Als sie seine Unterhaltung von Orbot und Cubot belauschen, erfahren sie, dass Dr. Eggman an einer Gedankenkontrollkanone arbeitet. Als die Helden diese Maschine erreichen, müssen sie feststellen, dass Dr. Eggman die sieben Chaos Emeralds gesammelt hat, um die Maschine zu betreiben. Doch Sonic schafft es, die Energie der sieben Chaos Emeralds zu absorbieren, wird zu Super Sonic und zerstört die Gedankenkontrollmaschine, wodurch er Dr. Eggmans Pläne erneut vereitelt.

## Gameplay
In Sonic Runners navigiert der Spieler Sonic oder falls verfügbar, einen anderen Charakter seiner Wahl, über ein zweidimensionales Level voller Plattformen, verschiedenen Ebenen, Kristallen, Ringen, roten Ringen, Items, Gegnern und Abgründen. Die Spielfigur läuft automatisch von links nach rechts und kann durch Antippen des Touchscreen springen. Gesammelte Kristalle erhöhen die Punktzahl für einen Highscore, gesammelte Ringe werden automatisch auf das virtuelle Konto eingezahlt. Nimmt die Spielfigur im Level Schaden, verliert sie (sofern kein Schutzschild aktiv sein sollte) alle bisher gesammelten Ringe in diesem Level. Rote Ringe sind seltener zu finden und sollte der Spieler in einen Abgrund fallen oder ohne Ringe oder Schutzschild Schaden nehmen, so kann er fünf rote Ringe einsetzen, um das Level fortzusetzen. Itemboxen können einen Schutzschild, Unverwundbarkeit, einen Combo Bonus, einen Magneten (zum Anziehen von Kristallen und Ringen in der Umgebung), eine Sprungfeder (schützt vor Stürzen in Abgründe), einen Laser-Wisp (schießt die Spielfigur als Laser ab), einen Bohrer-Wisp (verwandelt in einen Bohrer) oder einen Asteroid-Wisp (verwandelt Gegner und Objekte in Items) enthalten. Am Ende einer Stage findet ein kurzer Bosskampf gegen Dr. Eggman oder Zazz statt, welche mit Sprüngen besiegt werden können.
Durch den Spielfortschritt als Sonic werden auch Tails und Knuckles als spielbare Charaktere freigeschaltet. Mit späteren Updates wurden noch weitere Spielfiguren hinzugefügt: Amy Rose, Shadow the Hedgehog, Rouge the Bat, E-123 Omega, Big the Cat, Cream the Rabbit, Silver the Hedgehog, Blaze the Cat, Espio the Chameleon, Charmy Bee, Vector the Crocodile, Sticks the Badger, Tikal the Echidna, Metal Sonic, Sonic the Werehog und Mephiles the Dark sowie für manche dieser Charaktere noch weitere Skins wie Weihnachts- oder Halloweenvarianten. Die Spielfiguren können im Menü vor Betreten eines Levels mit bis zu drei Gegenständen ausgestattet werden, die verschiedene Effekte auf die Figur haben. Im Shop können weitere Gegenstände für Ringe gekauft werden. Ringe oder rote Ringe können wiederum mit Echtgeld via In-App-Käufe erworben werden.
Die drei regulären Stages des Spiels sind Windy Hill, Sky Road und Lava Mountain, die auf Sonic Lost World (2013) basieren. In zeitbasierenden Events waren vorübergehend noch sieben weitere Stages spielbar: Windy Hill in Spring, Birthday at Windy Hill, Puyo Puyo's Falling Sky Road, Tropical Coast in Summer, Desert Ruins, Frozen Factory und Halloween. Es gibt zudem einen Zeitmodus, Bestenlisten und verschiedenste Anreize auf virtuelle Gegenstände, die mit Echtgeld erworben werden sollen.

## Entwicklung
Bestätigt durch den Erfolg des Mobilespiels Sonic Dash (2013) mit über 500 Millionen Downloads und den gleichzeitig wenig erfolgreicheren Vollpreistiteln wie Sonic Lost World (2013) und Sonic Boom: Lyrics Aufstieg (2014) intensivierte Sega die Marke Sonic the Hedgehog zu dieser Zeit auf den Mobilemarkt und übertrug erstmals dem Sonic Team die Verantwortung auf ein möglichst vollwertiges Sonic-Mobilespiel. Ende 2013 begann die Arbeit am Spiel in einem kleinen Team bestehend aus zehn Leuten, doch im Laufe der Entwicklung wurden zunehmend mehr Entwickler hinzugezogen. Als Sega im Juli 2014 die Domain sonicrunners.com registrierte, wurde dies im Internet schnell publik und Spekulationen über ein neues Sonic-Spiel wurden verbreitet. Sonic Teams Chefentwickler Takashi Iizuka bestätigte am 28. Dezember 2014 auf der Tokyo Joypolis Convention die Existenz des Spiels Sonic Runners und enthüllte, dass es sich um ein neues Mobilespiel handele. Ein erster Teasertrailer wurde im Februar 2015 veröffentlicht, der auch zeigte, dass die Charaktere des Sonic-Universums nach den Sonic-Boom-Spielen und -TV-Serie erstmals wieder in ihre vorherige, optische Erscheinung vor dem Boom-Redesign zurückkehrten. Ein Softlaunch des Spiels zu Testzwecken fand am 26. Februar 2015 in Japan und in Kanada statt, ehe das finale Spiel global am 25. Juni 2015 veröffentlicht wurde, zwei Tage nach dem 24. Geburtstag des Videospielcharakters Sonic.

## Rezeption
Sonic Runners erhielt größtenteils durchschnittliche bis unterdurchschnittliche Bewertungen. Während die Fachpresse am Grundgerüst des Platformings wenig zu bemängeln hatte, wurden die etwas leeren Stages mit zu unnötigen Items und Gegenständen gefüllt, das Grundprinzip überkompliziert dargestellt und die vielen, oft aufdringlichen Angebote an In-App-Käufen und Mikrotransaktionen sehr negativ aufgenommen. So schrieb beispielsweise TouchArcade, „any free-to-play monetization gimmick you can think of it, Sonic Runners has it“. Auch wenn Sonic Runners über fünf Millionen Mal heruntergeladen wurde, galt es als kommerzieller Misserfolg, weil trotz starker Anwerbung die Spieler kaum Echtgeldkäufe tätigten.

„Lohnt sich Sonic Runners? Himmel, ja! Sonic Team serviert uns hier den besten Smartphone-exklusiven Titel der Reihe (abgesehen von den Remastered-Teilen) und schafft dank der 69 Erfolge und einem roten Faden in Form einer kleinen Geschichte ordentlich Langzeitmotivation. Gemessen an einem Spiel für Smartphones macht Sonic Runners ein wirklich gute Figur. Schwächen gibt es in der Musikauswahl und der Geschichte selbst, auch wirken die Level nach längerer Spielzeit ein wenig eintönig. Der Onlinezwang ist auch schade, denn so kann das Spiel nicht in jeder Region zu jeder Zeit genossen werden. Das sind aber auch so ziemlich die einzigen Kritikpunkte, die Sonic Runners zu bieten hat. Sehr zu gefallen weiß, dass es trotz des Free to Play-Modells nahezu keine Ingame-Werbung gibt und das Spiel die Spieler eigentlich nicht in Versuchung führt, die teuren roten Sternenringe zu kaufen. Grafisch wirkt Sonic Runner ziemlich gut und „schön bunt“, zusammen mit schön animierten Charaktermodellen und einem flüssigen Spielerlebnis ist es ein wahrer Augenschmaus auf mobilen Geräten. Die vielen Anspielungen auf die Hauptreihe runden das Spielerlebnis wunderbar ab und sorgen dafür dass man weiß, dass hier langjährige Entwickler der Reihe am Werk waren. Von uns gibt es daher eine klare Empfehlung! Mit einem Konsolenspiel kann der Titel dennoch nicht mithalten. Hoffentlich wird die Reihe es sich nicht auf Smartphones bequem machen.“

Etwa ein Jahr nach Veröffentlichung des Spiels wurde Sonic Runners am 27. Mai 2016 eingestellt und war seitdem aufgrund der erforderlichen Online-Verbindung nicht mehr spielbar. Sega brachte ein weiteres Jahr später einen Nachfolger namens Sonic Runners Adventure (2017) heraus, welches diesmal von Gameloft entwickelt wurde und mit einem festen Kaufpreis komplett auf In-App-Käufe verzichtet.

## Sonic Runners Revival
Nachdem das originale Sonic Runners am 27. Mai 2016 abgeschaltet und aufgrund des Onlinezwangs damit unspielbar gemacht wurde, sowie der Nachfolger Sonic Runners Adventure (2017) bereits erschienen war, stellten Fans eigene Server auf die Beine, um das originale Sonic Runners unter dem Namen Sonic Runners Revival seit dem Jahre 2019 wieder spielbar zu machen. Seitdem wird das Spiel von Fans gepflegt und gelegentlich mit Updates und kleineren neuen Inhalten versorgt. Wenngleich es sich um eine inoffizielle Veröffentlichung handelt, an der Rechteinhaber Sega selbst nicht beteiligt ist, so ist das fangemachte Sonic Runners Revival doch auf der offiziellen Website des originalen Spiels, beschrieben und wird dort zum Download angeboten, was schlussfolgern lässt, dass Sega diese Version kennt, ihr wohlwollend gesonnen ist und die weitere Betriebnahme des Spiels gestattet.